# 塞戈爾韋主教座堂

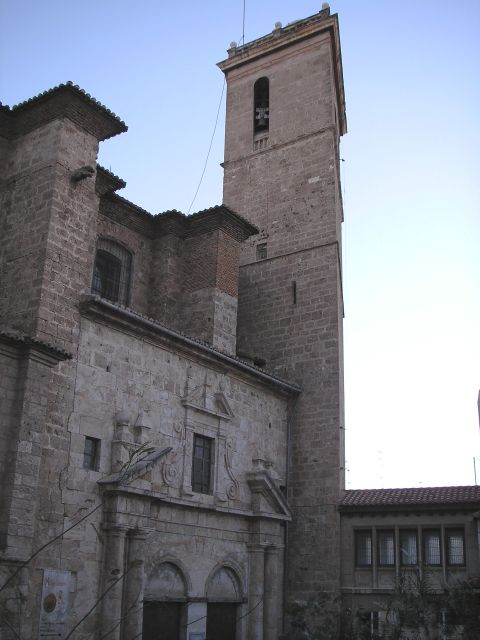

塞戈爾韋主教座堂是位於西班牙城市塞戈爾韋的一座羅馬天主教的主教座堂。塞戈爾韋主教座堂也是天主教塞戈爾韋-卡斯特利翁教區的主教座堂。

## 外部連結
- Official website （页面存档备份，存于） （西班牙文）